# Cuarte de Huerva
Cuarte de Huerva és un municipi d'Aragó, situat a la província de Saragossa i enquadrat a la comarca de Saragossa. Com el seu nom indica està a la vall del riu Huerva. El 2023 tenia 14.629 habitants.